# 1312
El 1312 (MCCCXII) fou un any de traspàs començat en dilluns segons el calendari gregorià. Pertany al segle xiv i, per tant, s'enquadra dins la baixa edat mitjana.

## Esdeveniments
- El rei de Mali mana que 2000 piragües intentin buscar l'altre extrem de l'oceà. No se sap fins on van arribar.[1]
- Lancellote Mallo dona nom a l'illa de Lanzarote
- Els templers són suprimits i els seus béns confiscats
- Primer poblament europeu de les Illes Canàries
- Batalla de Gal·lípoli (1312)
- Jacques de Longuyon escriu la seva cançó de gesta
- S'escriu Al-Bayan al-Mughrib, "El Bayan", historiografia del Magrib
- L'Orde de Sant Joan de Jerusalem derrota els turcs a Grècia
- Guillem de Rocabertí, convocà el 10 d'agost de 1312, un concili provincial a la seu metropolitana per tal de donar la sentencia definitiva als templers catalans.[2]

## Naixements
- Eduard III d'Anglaterra

## Necrològiques
- 25 de maig - Roma: Teobald de Bar, príncep-bisbe del principat de Lieja
- Ferran IV de Castella, rei, mor amb un fill menor d'edat i provoca un conflicte entre la noblesa.[3]